# NGC 7714
NGC 7714 este o galaxie spirală barată situată în constelația Peștii. A fost descoperită în 18 septembrie 1830 de către John Herschel. Se află la o distanță de 39,6 de megaparseci de Pământ.